# Bătălia de la Cassano
Bătălia de la Cassano a avut loc la Cassano d'Adda în 16 august 1705 în cursul Războiului Succesiunii Spaniole. Ambele părți au suferit pierderi serioase, dar francezii au fost victorioși.

## Bătălia
În 1705 armata lui Vendôme care primise întăriri din Franța, încearcă să-l supună pe Prințul Eugen de Savoia care de curând se aliase cu Austria. Acțiunea pare să se bucure de succes până când Prințul Eugen cere împăratului să-i trimită ajutor. Prințul Eugen în fruntea acestei armate se confruntă cu armata condusă de Filip de Bourbon, numit și grand prieur, fratele lui Vendôme. Acesta, un diletant, este surprins de atacul feroce al Prințului Eugen, pe malurile râului Adda. Dar Prințul Eugen, mai mult datorită adâncimii râului decât rezistenței francezilor, nu reușește să traverseze și decide să atace la Cassano d'Adda. Datorită unui marș forțat, Vendôme se găsește în fața lui Eugen de Savoia, ceea ce nu îl distrage pe Eugen de la planul său. Atacă cu atâta violență armata franceză, încât trupele sale reușesc să treacă împingându-și dușmanii în apele râului. Dar francezii trec la atac și forțează trupele imperiale să traverseze din nou. În ciuda eforturilor ducelui de Vendôme, care de două ori se pune în fruntea trupelor sale atacând, francezii sunt respinși de flancul drept al trupelor imperiale. Atacul nu este mai puțin dur pe flancul drept francez, unde mai multe batalioane sunt inversate. Dar austriecii nu reușesc să le țină piept deoarece armele lor sunt ude după traversarea râului. Ei sunt respinși și mulți soldați pier în apele râului.
Austriecii nu reușesc să traverseze, astfel lupta este în avantajul francezilor. Eugen de Savoia ordonă retragerea. Bătălia a început la ora 13 și s-a sfârșit la ora 17.

## Consecințe
Trupele imperiale nu sunt urmărite și reușesc să se retragă la Treviglio. Printre cei răniți s-au aflat Prințul Joseph de Lorraine și Prințul de Wurtenberg care mor în urma rănilor. Eugen de Savoia a fost de asemenea rănit. Rezistența franceză la Cassano îi strică planurile lui Eugen de Savoia de a intra în Piemont pentru a-l salva pe ducele de Savoia. Îi constrânge pe imperialiști să ierneze acolo - ceea ce îi permite ducelui de Berwick să termine această campanie, prin cucerirea castelului din Nisa, astfel ducele de Savoia pierde orice speranță.